# LSV Deblin
Der Luftwaffensportverein Deblin (kurz LSV Deblin) war während des Zweiten Weltkriegs eine Sportgemeinschaft der deutschen Garnison auf dem Fliegerhorst Deblin im besetzten Polen, deren Fußballmannschaft 1940 Meister der Gauliga Generalgouvernement wurde. Am selben Standort existierte ein Lokalrivale, der zwei Jahre später gegründete LSV Adler Deblin.

## Geschichte
Der LSV Deblin wurde in der ersten Saison des neu eingerichteten Fußballverbandes im Generalgouvernement Polen 1940 auf Anhieb Meister im Distrikt Lublin. Spielberechtigt waren nur Reichsdeutsche und Volksdeutsche. In der Endrunde der Meisterschaft, die im K.o.-System ausgetragen wurde, setzte sich die Mannschaft gegen die Sieger der drei anderen Distrikte (Warschau, Radom, Krakau) durch: Im Halbfinale schlug sie die Elf des 10. SS-Totenkopf-Inf.-Rgt. Krakau mit 3:1, im Finale setzte sie sich mit 2:1 gegen den LSV Radom durch.
In den beiden folgenden Spielzeiten konnte sich der LSV Deblin nicht mehr im Distrikt Lublin durchsetzen. Stark ersatzgeschwächt erlitt er 1942 gegen den Lokalrivalen LSV Adler Deblin zwei verheerende Niederlagen, die Spiele endeten 0:18 und 1:11. Doch nach dem Rückzug des starken Rivalen vom Spielbetrieb wurde der LSV Deblin in der Spielzeit 1943/44 erneut Distriktmeister und war damit für die Endrunde der Gaumeisterschaft qualifiziert, in der er im Ligasystem (Jeder gegen jeden) gegen die Ersten der vier anderen Distrikte (hinzugekommen war Galizien) antreten musste. Am Ende wurde er nach dem LSV Mölders Krakau Vizemeister 1944.
Mit dem Vorrücken der Roten Armee nach Ostpolen im Sommer 1944 wurde der LSV Deblin aufgelöst.

## Erfolge
- Distriktmeister Lublin: 1940 und 1944
- Meister der Fußball-Gauliga Generalgouvernement: 1940
- Vizemeister der Fußball-Gauliga Generalgouvernement: 1944

## Bekannte Spieler
- Robert Mahlstedt